# Sabine Boss

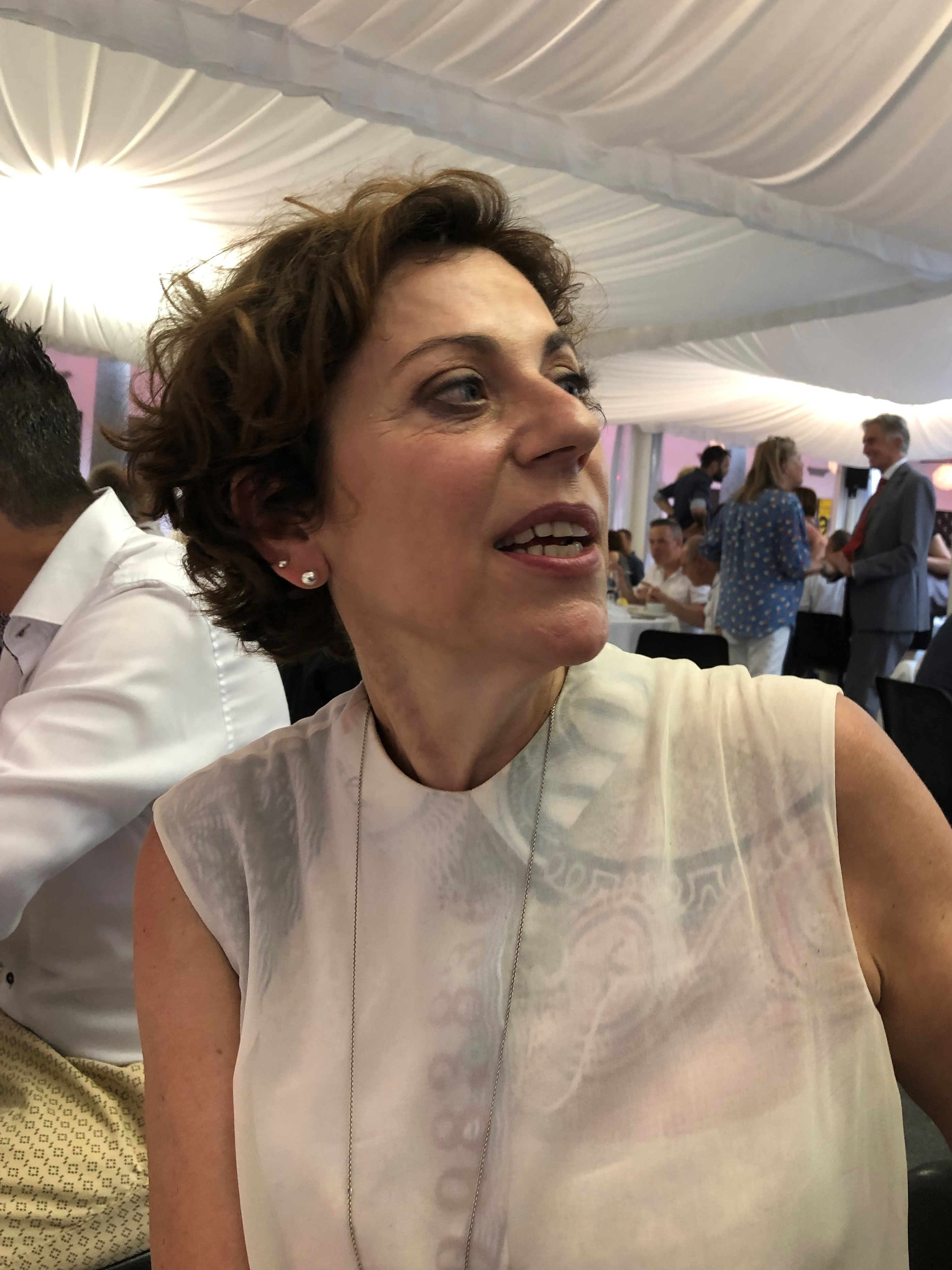
Sabine Boss, Filmfestival Locarno 2019

Sabine Boss (* 1966 in Aarau) ist eine Schweizer Regisseurin, Drehbuchautorin und Studienleiterin der Fachrichtung Film an der Zürcher Hochschule der Künste.

## Leben
Sabine Boss absolvierte von 1992 bis 1996 das Fachstudium Film/Video an der Zürcher Hochschule der Künste. Während dieser Zeit realisierte sie mehrere Kurzfilme. Nach Abschluss ihrer Ausbildung arbeitete sie als Regieassistentin am Deutschen Schauspielhaus in Hamburg und entwickelte eigene Drehbücher.
Seit 2000 arbeitet Sabine Boss als freie Autorin und Regisseurin für Film, Fernsehen und Theater, seit 2011 ist sie auch Dozentin an der Zürcher Hochschule der Künste. 2017 hat sie die Studienleitung der Fachrichtung Film an der Zürcher Hochschule der Künste übernommen.
Ihr erster Kinofilm Ernstfall in Havanna war 2002 ein Publikumshit und rangiert mit über 300'000 Kinozuschauern in der Schweiz noch immer unter den zwanzig publikumsstärksten Filmen der Schweiz (Stand März 2022). 2014 erschien ihr bei Publikum und Feuilleton gleichermassen erfolgreicher Film Der Goalie bin ig, nach dem gleichnamigen Roman von Pedro Lenz. Der Film erhielt vier Schweizer Filmpreise, u. a. Bester Spielfilm und Bestes Drehbuch, und wurde auch beim Zürcher Filmpreis, sowie beim Berner Filmpreis ausgezeichnet.
Gemeinsam mit Pierre Monnard führt sie Regie bei der Serie Neumatt für das Schweizer Fernsehen. Neumatt wird 2022 von Netflix aufgekauft und ist als erste Schweizer Serie in 190 Ländern zu sehen.
Für ihr künstlerisches Schaffen erhielt Sabine Boss den SwissAward 2014 in der Kategorie Kultur und den Aargauer Kulturpreis 2015. Sabine Boss ist Mitglied der Schweizer Filmakademie und der Europäischen Filmakademie.
Sie lebt und arbeitet in Zürich.

## Werk

### Filmografie
- 1995: Endspurt (Diplomarbeit)[9]
- 2001: Studers erster Fall (Regie und Drehbuch)
- 2002: Ernstfall in Havanna (Regie und Drehbuch)
- 2004: Lüthi und Blanc (18 Episoden)
- 2005: Undercover (Regie)
- 2007: Kein Zurück, Studers neuster Fall (Regie und Drehbuch)
- 2008: Tag und Nacht (sechs Episoden)
- 2008: Das Geheimnis von Murk (Regie)
- 2009: Das Fräuleinwunder (Regie)
- 2010: Sonntagsvierer (Regie)
- 2011: Mord hinterm Vorhang (Regie)
- 2012: Stärke 6 (Regie)
- 2012: Tatort: Hanglage mit Aussicht (Regie)
- 2014: Seitensprung (Regie)
- 2014: Der Goalie bin ig (Regie und Drehbuch)
- 2015: Vecchi Pazzi (Regie und Drehbuch)
- 2015: Verdacht (Regie)
- 2016: Tatort: Freitod (Regie und Drehbuch)
- 2016: Hotel Heidelberg: Tag für Tag (Regie)
- 2020: Jagdzeit (Regie und Mitarbeit Drehbuch)
- 2021: Neumatt (TV-Serie, Regie mit Pierre Monnard)
- 2023: Die Nachbarn von oben (Regie)
- 2024: Perfekt Verpasst (Regie)

### Theaterregie
- 2017: Der Verdingbub, Konzerttheater Bern
- 2009: Z’Abig hät Züri en Zauber, Theater Rigiblick
- 2008: Faust, Theater Rigiblick
- 2007: In einer Sternennacht am Hafen, ein Liederabend, Theater Rigiblick
- 2006: Einsame Menschen von Gerhart Hauptmann, Luzerner Theater
- 2005: Stand up, Oper von Richard Thomas, Schauspiel Hannover
- 2004: E la nave va, Oper und Schauspiel nach Federico Fellini, Luzerner Theater
- 2003: Take Off, Theaterhaus Gessnerallee
- 2003: Der Tod auf dem Nil von Agatha Christie, Luzerner Theater
- 2003: Das Frühstück von David Gieselmann, Uraufführung, Schauspiel Hannover
- 2002: Funbad von Sabine Boss und Dorothee Curio, Schweizer Expo 2002
- 2001: Am offenen Herzen, Ko-Regie mit Franz Wittenbrink, Schauspiel Hannover
- 2001: Nike von Thea Dorn, Uraufführung, Schauspiel Hannover
- 2000: creeps, Schauspielhaus Hamburg und Zürcher Theater Spektakel

## Auszeichnungen
- 2015: Prix Walo für Der Goalie bin ig
- 2015: Fliegender Ochse am Filmkunstfest Mecklenburg-Vorpommern für Der Goalie bin ig
- 2015: Aargauer Kulturpreis
- 2015: Nominierung für den Prix Europa für Verdacht
- 2015: Nominierung für den Deutschen Fernsehpreis Baden-Baden für Verdacht
- 2014: Schweizer Filmpreis in der Kategorie Bester Spielfilm für Der Goalie bin ig
- 2014: Schweizer Filmpreis in der Kategorie Bestes Drehbuch für Der Goalie bin ig
- 2014: Zürcher Filmpreis für Der Goalie bin ig
- 2014: Berner Filmpreis für der Goalie bin ig
- 2014: Preis der Schweizer Filmkritik für Der Goalie bin ig
- 2014: SwissAward in der Kategorie Kultur
- 2008: Publikumspreis Solothurner Filmtage für Das Geheimnis von Murk
- 2008: Zürcher Filmpreis für Das Geheimnis von Murk
- 2003: Nominierung für den Schweizer Filmpreis in der Kategorie Bester Spielfilm für Ernstfall in Havanna
- 2003: Publikumspreis Filmtage Schwerin für Ernstfall in Havanna

## Kritiken
Verdingbub – Konzerttheater Bern:

«Die filmischen Sequenzen unterbrechen anderseits erzählerische Passagen, Monologe – Grossaufnahmen im Film: Sie verdichten den Fortgang der Ereignisse und entwickeln den Sog einer Poesie der Schwermut. Stimmung und Stimme sind das atmosphärische Fundament einer vor allem nach der Pause erschütternden Lektion in Unmenschlichkeit. Hochsprache wechselt ab mit Dialekt, es sind bildstarke Dialoge von bisweilen Horvath’scher Kraft.»

Der Goalie bin ig – Kinofilm:

«Ein unprätentiös, charmantes Werk, das zudem universell funktioniert und berührt: Porentief authentischen, herznah optimistischen Typen wie Goalie begegnet man überall auf der Welt. So präzis gezeichnet wie in Der Goalie bin ig wird im Schweizer Film noch immer zu selten. Chapeau!»

«Menschen über 35 werden in Der Goalie bin ig besonders glücklich, denn der Film, der die Schweizer seit Wochen begeistert, ist eine liebevolle Rückschau auf die Träumer und Herumhänger von einst, auf die Verliebten und Verlebten. Ein schöner, runder, wehmütiger Film über eine Hand voll Männer, 1988, irgendwo in der biederen Ereignislosigkeit der Berner Provinz.»

Seitensprung – Fernsehfilm:

«Die ARD-Alltagskomödie Seitensprung begreift den Titel gebenden Ausrutscher des Ehemanns anders als vergleichbare Unterhaltungsfilme, behandelt ihn nicht als narzisstische Kränkung für die weibliche Hauptfigur, sondern als Ausgangspunkt für ein Was-wäre-wenn-Szenario, das konsequent und durchaus ernsthaft durchgespielt wird.»

Das Geheimnis von Murk – Fernsehfilm:

«Der Regisseurin ist mit Das Geheimnis von Murk mehr als nur eine leichte Komödie für einen verregneten Sommer gelungen. Der Film ist ein wohltuender Beweis dafür, dass Schweizer Humor auch gut ohne peinliche Witze und krampfhafte Selbstkasteiung auskommen kann.»

Einsame Menschen von Gerhart Hauptmann – Theater Luzern:

«Die Schweizer Filmemacherin Sabine Boss inszeniert Gerhart Hauptmanns selten gespieltes, dialogstarktes Stück Einsame Menschen gekonnt als Gratwanderung zwischen Theater und Musik. Eine Trouvaille!»

Nike von Thea Dorn – Uraufführung im Schauspiel Hannover:

«Die trockene technisch skizzierte Regie der jungen Schweizer Regisseurin Sabine Boss verzichtet auf jede persönliche Stellungnahme. Das Publikum kann es schwer ertragen. Mit hilflosen fast schon hysterischen Lachern macht sich das Publikum von Zeit zu Zeit Luft. Es gibt fast keine Worte mit denen das Stück beschrieben werden kann.»

creeps – Schauspielhaus Hamburg:

«Die Schweizer TV-Regisseurin und ehemalige Theater-Spektakel-Mitarbeiterin, Sabine Boss, hat das starke Stück ideenreich und pointiert inszeniert, und ihre Besetzung der Mädchenrollen mit drei Nachwuchsschauspielerinnen hat sich als absoluter Glücksgriff erwiesen.»